# Matthias Gey
Matthias Gey (Tauberbischofsheim, 7 luglio 1960) è un ex schermidore tedesco, vincitore di due medaglie d'argento nella scherma ai giochi olimpici.